# استه‌ویوساید
استه‌ویوساید (انگلیسی: Stevioside) نوعی گلیکوزید است که از گیاه شیرین‌برگ بدست می‌آید و به عنوان شیرین‌کننده بکار می‌رود.
هنوز مدارک مستدل درازمدت و کافی، مبنی بر سودمندی این ماده در کاهش وزن و خطرات قلبی موجود نیست.